# Quereme así (Piantao)
 Quereme así (Piantao) es una película de Argentina en colores  dirigida por Eliseo Álvarez según su propio guion que se estrenó el 4 de diciembre de 1997 y que tuvo como principales intérpretes a Hugo Arana, Astor Piazzolla, Inda Ledesma y Luis Ziembrowski.
El 28 de marzo de 2008, a casi 11 años de la publicación del film, la justicia sentenció a la productora "Álvarez y Asociados Comunicaciones S.R.L." junto a América TV S.A y América Show Business S.A a indemnizar a los herederos de Astor Piazzolla por la utilización de 34 piezas sin autorización de la obra del músico.
En el fallo, la Cámara nacional en lo comercial menciona que viuda e hijos de Piazzolla tenían derecho a cobrar regalías por las piezas de su obra utilizadas en el documental. 

## Sinopsis
Basado en la biografía de Astor Piazzolla, su música y refleja sus ideas con el hilo conductor de los solos en bandoneón de tangos del músico ejecutados por Marconi, Federico, Binelli, Mederos y Garello.

## Reparto
- Hugo Arana
- José Luis Alfonzo
- Astor Piazzolla
- Ángel Rico
- Julio Pane (h)
- Inda Ledesma
- Luis Ziembrowski
- Martín Pavlovsky
- Marcelo Bucossi
- Juan Minujín
- Luis Salerno …Locutor en off
- Marcelo Vacas
- Daniel Binelli
- Daniel Astor Piazzolla
- Leopoldo Federico
- Raúl Garello
- Néstor Marconi
- Rodolfo Mederos

## Comentarios
Gustavo J. Castagna en El Amante del Cine  escribió:

«No pasa de la decoración más perezosa del documental televisivo y de la ilustración más torpe y complaciente.»

Rafael Granados en Clarín dijo:

«…queda mucha tela para cortar, pero el film se erige en un buen espejo de la obra y la vida de un renovador insoslayable de la música de Buenos Aires.»

Manrupe y Portela escriben:

«Prolijo recorrido por la vida del músico argentino, inserta escenas dramatizadas dentro de su cuerpo documental, en el que se cuentan logros como el estreno de Balada para un loco por Amelita Baltar en el Luna Park o los conciertos en el Teatro Colón.»